# Mephitis
Mephitis è un genere di moffette che comprende due specie:
- la moffetta striata (Mephitis mephitis)
- la moffetta dal cappuccio (Mephitis macroura)